# Cultura LGBT en El Salvador
La cultura LGBT en El Salvador comprende las diferentes manifestaciones artísticas y de ocio existentes en el país cuyo enfoque es la diversidad sexual o que incluye la participación de personas LGBT en ellas.

## Cine

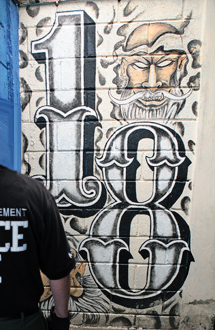
Grafiti de la mara Barrio 18 de la que formaba parte el protagonista del documental Imperdonable

En El Salvador, el cine LGBT ha emergido en el siglo XXI como una forma de expresión artística y social, explorando las complejidades y desafíos que enfrenta la comunidad LGBT en el país centroamericano. A través de largometrajes y cortometrajes, cineastas locales han abordado temas como la identidad sexual, la aceptación familiar y la lucha contra la discriminación.
Una de las destacadas películas dentro del cine LGBT salvadoreño es El camino del gato (2011), dirigida por la cineasta chilena-salvadoreña Pamela Robin. La trama sigue la historia de Sebastián, un joven salvadoreño que regresa a su país después de vivir en España. La película, respaldada por el cineasta Andre R. Guttfreund y diversas productoras, incluyendo 96.46 Films, El Cine Independiente de México, Cine Adrede y Sonobook, explora los conflictos familiares que surgen en el día del cumpleaños de su padre, José, un hombre español que ha vivido en El Salvador por décadas. La llegada de Sebastián desencadena tensiones latentes, especialmente la homofobia de José, quien lucha por aceptar la homosexualidad de su hijo. El trabajo de Robin fue seleccionado y exhibido en Festival Internacional de Cine de la UNAM (Ficunach) y el International Queer Film Festival Playa del Carmen de México. La película fue exhibida por primera vez en El Salvador en abril de 2016, en el Museo Nacional de Antropología Dr. David J. Guzmán (MUNA).
En el 2012, el cortometraje Tenemos que hablar se destaca como el primer cortometraje LGBTI+ filmado en El Salvador. Exhibido en el Festival Ícaro de cine latinoamericano y en el Gay and Lesbian Center Village de Los Ángeles. Dirigido por Johanna Alfaro y Jaime Cortez, la obra explora la historia de Victoria y Mateo, una pareja heterosexual que se enfrenta a su verdadera orientación sexual.
Otra obra destacada es Imperdonable del 2020, un documental de 2020 dirigido por Marlén Viñayo y producido por El Faro y La Jaula Abierta, hizo historia al ser la primera película salvadoreña en competir por una nominación a los Premios Óscar. Filmado en la cárcel de San Francisco Gotera en 2019, muestra la vida diaria de internos homosexuales desafiando las normas de la prisión y la sociedad. Ha ganado premios en festivales internacionales y fue destacado por la International Documentary Association. La película sigue la historia de Geovany, un sicario de la pandilla Barrio 18, quien cumple su condena en una prisión evangélica, donde su homosexualidad es un pecado imperdonable para la iglesia y la pandilla.

## Literatura
La literatura LGBT de El Salvador ha experimentado un desarrollo notable en el siglo siglo XXI, aunque carecía de una tradición establecida hasta entonces. Pese a que hubo representaciones esporádicas en obras anteriores, como el relato en verso «La corrección de menores» de Francisco Herrera Velado en 1923, y luego en la novela de Hugo Lindo ¡Justicia, señor gobernador! en 1960, fue en 2004 con la publicación del poemario Injurias y otros poemas de Ricardo Lindo Fuentes cuando se abordó abiertamente la temática homoerótica. Esto marcó el inicio de una serie de obras LGBT en el país, como Ángeles caídos de Carlos Alberto Soriano y Heterocity de Mauricio Orellana Suárez, esta última premiada con el Premio Centroamericano de Novela Mario Monteforte Toledo. Autores como Jacinta Escudos y poetas como Alberto López Serrano, Silvia Matus, Kenny Rodríguez y Marielos Olivos también han contribuido notablemente al panorama literario LGBT salvadoreño.
En cuanto a la literatura transgénero, desde la década de 1990 se han hecho más comunes las obras con representación de personajes trans, aunque frecuentemente con desenlaces trágicos. Esta tendencia persiste hasta la actualidad, como se evidencia en obras como El verbo J de Claudia Hernández de 2018, donde una mujer transgénero enfrenta exclusiones y violencia a lo largo de su vida.

## Lugares
Oráculos, fundada en 1976 por Julio Saade, fue un hito crucial en la historia de la comunidad LGBTI en El Salvador. Aunque inicialmente disfrazada como un lugar para heterosexuales, pronto se convirtió en un refugio para la diversidad. Sin embargo, la discriminación y la presión gubernamental la obligaron a cerrar sus puertas en 1999.
En 1994 se abrió Olimpo en el centro comercial Juan Pablo II. En 1995, en medio de una escena LGBTI en evolución, Julio Valle y su pareja Urs Tschopp abrieron Scape, inicialmente sobre la Primera calle poniente, cerca de la parroquia San José de la Montaña, Scape ofrecía un espacio seguro y acogedor para la comunidad LGBTI, especialmente para los hombres gay. Su traslado al sótano del centro comercial Juan Pablo II fue estratégico, brindando a los clientes un lugar más íntimo y alejado de las miradas hostiles.
A medida que Scape florecía, surgieron competidores como Mantra, que atrajeron a una clientela diferente con su política de admisión selectiva. Mientras que Mantra excluía a las mujeres trans focalizándose en hombres gais, Scape se enorgullecía de ser inclusiva y acogedora para todas las identidades de género y orientaciones, siendo la primera sede de encuentro de mujeres trans y transformistas ofreciendo diversas actividades como shows de drag queens o concursos de belleza.
La Leyenda de El Hoyo es otro bar LGBTIQ reconocido como el primer bar LGBTIQ+ en San Salvador y fundado a fines de los años 1990, ubicado en el Centro Histórico de San Salvador. Anteriormente, el bar se llamaba Bachata y luego La Iguana Gay, pero ahora ha vuelto a llamarse El Hoyo con la frase "La Leyenda".

## Medios de comunicación
El SalvadorG, es un periódico digital y portal informativo de la población LGBTI+ de El Salvador, es un medio de comunicación independiente de cualquier afiliación política y religiosa, principalmente trabajan creando artículos informativos sobre la comunidad LGBTI+ de El Salvador o cubriendo todos aquellos eventos y actividades relacionados con la diversidad sexual en El Salvador, como lo son las marchas del orgullo. En ocasiones también se dedican a compartir información sobre acontecimientos internacionales relacionados con la diversidad sexual o la comunidad LGBTI+.

## Transformismo
Históricamente, el transformismo drag en El Salvador se ha apegado a la narrativa de los concursos de belleza convencionales, imitando los estándares de certámenes como Miss Universo o Miss Mundo. Sin embargo, artistas como La Galego, Midnight Delight, Misery, Alexa Evangelista han desafiado este molde, llevando el arte drag fuera de los bares y discotecas LGBTIQ+ para enfrentarlo directamente a la luz del día y al escrutinio de una sociedad tradicional.
Para estas drag queens, ser drag no se limita a la cualidad de la belleza; es un acto liberador que desafía las normas de género y sexualidad. A través de sus personajes, exploran temas como la religión, la binariedad de género y las políticas represivas del Estado salvadoreño, utilizando el drag como una forma de protesta y expresión política.
Una de las celebridades destacadas en este ámbito es Lady Drag, creada por el actor y bailarín Marvin Pleitez, quien se ha erigido como un ícono de las protestas contra el gobierno de Nayib Bukele en El Salvador, desafiando las intimidaciones y la represión oficialista para señalar las fallas del presidente y del Congreso. Desde manifestarse en las calles con una "B" tachada en su pecho en rechazo a la circulación del bitcoin como moneda legal, hasta marchar con una enorme bandera del país durante el Bicentenario de Independencia, Lady Drag ha utilizado su personaje para dar voz a la disidencia y la crítica social, donde las protestas y las voces disidentes enfrentan una creciente represión gubernamental.